# Parafia św. Katarzyny w Piasku Wielkim
Parafia świętej Katarzyny w Piasku Wielkim – parafia rzymskokatolicka, znajdująca się w diecezji kieleckiej, w dekanacie nowokorczyńskim.